# Laukkujärvi (sjö i Finland, Lappland, lat 66,03, long 27,55)
Laukkujärvi är en sjö i Finland. Den ligger i kommunen Posio i landskapet Lappland, i den norra delen av landet, 700 km norr om huvudstaden Helsingfors. Laukkujärvi ligger 212,2 meter över havet. Arean är 1,85 kvadratkilometer och strandlinjen är 14 kilometer lång. Sjön  ingår i Ijo älvs huvudavrinningsområde. 